# Catálogo bibliográfico y biográfico del teatro antiguo español
El Catálogo bibliográfico y biográfico del teatro antiguo español, subtitulado «desde sus orígenes hasta mediados del siglo XVIII», es una obra de Cayetano Alberto de la Barrera y Leirado, publicada por primera vez en 1860.

## Descripción
| «Mi aficion á las indagaciones biográficas, y por otra parte la necesidad misma de aclarar con su auxilio las infinistas dudas que acerca de los verdaderos autores de un gran número de piezas dramáticas ofrecen, ya sus propias ediciones, ya los Índices conocidos, me llevaron como por la mano á la más árdua empresa de escribir al frente de cada repertorio una puntual noticia de la vida y obras del autor respectivo» —Barrera y Leirado, en la introducción |

La obra, premiada por la Biblioteca Nacional de España en el concurso público de enero de 1860, fue publicada a expensas del gobierno aquel mismo año, en la imprenta de Manuel Rivadeneyra. En la introducción, Barrera y Leirado se muestra agradecido por la ayuda que recibió de Agustín Durán, Pascual de Gayangos, Juan Eugenio Hartzenbusch, Cayetano Rosell, José Sancho Rayón y Aureliano Fernández-Guerra y Orbe. En cuarto mayor y de 728 páginas en su primera edición, el propio autor lo tacha de «en extremo prolijo y copioso». Se compone de una primera parte con autores ordenados de forma alfabética, con un suplemento de aquellos datos que no pudo incluir por el momento en que los obtuvo; una segunda en la que teje un índice de títulos, y una tercera en la que incluye una «Noticia bibliográfica de las antiguas Colecciones dramáticas españoleas que comprenden obras de varios autores». Con «unos mil y cuarenta autores dramáticos y los títulos, próximamente, de cuatro mil y trescientas comedias, de quinientos autos sacramentales y de cuatro mil y doscientas piezas entremesiles», el autor apunta lo siguiente sobre el contenido de cada apunte:

«ofrecen, cuando el repertorio es numeroso, en primer lugar noticia de los antiguos manuscritos, de cuya existencia tengo conocimiento, sean inéditos ó publicados; en segundo, nota de las piezas dadas á luz por el autor mismo, ya formando coleccion exclusiva y especial, ya intercaladas en algun libro fruto de su ingenio, ocupando el propio sitio las colecciones y libros póstumos; nombran seguidamente las comedias de la misma pluma, ó atribuidas á ella, que se insertaron en las colecciones dramáticas de varios autores; á continuacion las que se cuentan por publicadas únicamente en impresion suelta; y por último, los autos y loas sacramentales y las piezas entremesiles debidas al propio ingenio»

El catálogo, que seis años más tarde volvería a publicar ampliado y revisado, ha sido calificado de «repertorio aún imprescindible».